# بالجيت ساهني
بالجيت ساهني (12 يناير 1987 في الهند - ) هو لاعب كرة قدم هندي في مركز الهجوم. شارك مع منتخب الهند لكرة القدم. أما مع النوادي، فقد لعب مع نادي إيست بنغال ونادي جاجاتجيت للقطن والمنسوجات ‏ وأتلتيكو كلكتا وDSK Shivajians FC ‏.

## روابط خارجية
- بالجيت ساهني على موقع قاعدة بيانات كرة القدم.إي يو (الإنجليزية)
- بالجيت ساهني على موقع ناشيونال فوتبول تيمز (الإنجليزية)
- بالجيت ساهني على موقع Soccerway.com (الإنجليزية)